# Munții Bodoc - Baraolt
Munții Bodoc - Baraolt este o arie protejată (arie de protecție specială avifaunistică — SPA) din România întinsă pe o suprafață de 56.646,2 ha, integral pe uscat.

## Localizare
Situl se întinde pe teritoriile adminisrtrative ale județelor Brașov (Bod, Hărman, Sânpetru), Covasna (Aita Mare, Arcuș, Baraolt, Bățani, Belin, Bixad, Bodoc, Cernat, Dalnic, Ghidfalău, Hăghig, Ilieni, Malnaș, Micfalău, Moacșa, Sfântu Gheorghe, Turia, Vâlcele, Valea Crișului) și Harghita (Cozmeni). Centrul sitului Munții Bodoc - Baraolt este situat la coordonatele 45°57′25″N 25°42′28″E / 45.956983°N 25.707672°E.

## Înființare
Situl Munții Bodoc - Baraolt a fost declarat arie de protecție specială avifaunistică (ROSPA0082) în octombrie 2007 pentru a proteja 30 de specii de animale. Situl include rezervația naturală Tinovul Mohoș.

## Biodiversitate
Situată în ecoregiunile alpină și continentală, aria protejată nu include niciun habitat protejat.
La baza desemnării sitului se află mai multe specii protejate de  păsări (30): pescăruș albastru (Alcedo atthis), rață mare (Anas platyrhynchos), acvilă țipătoare mică (Aquila pomarina), rață roșie (Aythya nyroca), cocoșul de mesteacăn (Bonasa bonasia), buha (Bubo bubo), caprimulg (Caprimulgus europaeus), barză albă (Ciconia ciconia), barză neagră (Ciconia nigra), cristeiul de câmp (Crex crex), ciocănitoare cu spate alb (Dendrocopos leucotos), ciocănitoarea de stejar (Dendrocopos medius), ciocănitoare neagră (Dryocopus martius), vânturel de seară (Falco vespertinus), muscar-gulerat (Ficedula albicollis), muscar (Ficedula parva), sfrâncioc roșiatic (Lanius collurio), sfrânciocul cu frunte neagră (Lanius minor), ciocârlie de pădure (Lullula arborea), privighetoare (Luscinia megarhynchos), viespar (Pernis apivorus), ciocănitoare verzuie (Picus canus), huhurezul mic (Strix uralensis), silvie de zăvoi (Sylvia borin), silvie de câmp (Sylvia communis), silvie-mică (Sylvia curruca), mierlă (Turdus merula), sturz (Turdus pilaris), sturzul de vâsc (Turdus viscivorus), pupăză (Upupa epops).